# 更好的明天
是一部2011年美国剧情片，美国导演克里斯·魏茲执导。墨西哥男演员Demián Bichir凭借本片获得了第84屆奧斯卡金像獎最佳男主角提名。

## 剧情
来自于墨西哥的非法移民卡洛斯和14岁的儿子路易斯一起生活在洛杉矶，卡洛斯以打零工为生，儿子在当地的一所学校读书。卡洛斯筹钱买了一辆二手车，不料却被一男子偷走了，经过寻找他终于找到了偷车人，可是车却已经被卖到了一家黑车修理厂。一个夜晚，父子二人把那辆车偷偷开走了，可是在路上却被交警查获，由于卡洛斯是非法移民所以他并没有驾驶证，因此他被警察关押起来，最终被判遣送回墨西哥。临走之前他与儿子交谈，希望儿子好好读书，儿子也希望老爸以后能够快点回来。

## 角色
- Demián Bichir 飾 Carlos Galindo
- José Julián 飾 Luis Galindo
- Carlos Linares 飾 Santiago
- Eddie "Piolín" Sotelo 飾 Himself
- Joaquín Cosio 飾 Blasco Martinez
- Nancy Lenehan 飾 Mrs. Donnely
- Gabriel Chavarria 飾 Ramon
- Bobby Soto 飾 Facundo
- Chelsea Rendon 飾 Ruthie Valdez
- Kimberly Morales 飾 Julia Blanco
- Lizbeth Leon 飾 Lily Castillo